# Тениски савез Србије
Тениски савез Србије, раније Тениски савез Југославије је главно организационо тело тениса у Србији. Основан је 1922. године у Загребу, а касније је његово седиште пребачено у Београд.

## Историјат
Велико интересовање на простору данашње Србије почело је након завршетка Првог светског рата и наметнуло потребну да се оснује једно врховно тело које ће окупити све клубове и секције на једно место, организовати турнире и такмичења широм Краљевине Југославије.
Оснивачка скупштина одржавана је 27. августа 1922. године у Загребу у кафани Златна круна у Гајевој улици бр. 12. Загреб је изабран за седиште тадашњег Југословенског тениског савеза, јер је сматрам највећим центром тениса у Краљевини Југославији. Скупштини је присуствовало 8 клубова, а како је установљено, компетенције новог савеза тицале су се праћења правилне примене правила тениса на такмичењима у држави, сарадњу са иностраним савезима и одржавање веза, стварање репрезентације и одлучивање о свим битним питањима везаним за овај спорт. Први председник савеза био је Хинко Вирт.
Након политичих подела и ратова, седиште савеза пребачено је у Београд.
Године 2013. Тениски савез Србије издао је монографију под називом Тенис без граница, поводом 90. година историје Тениског савеза Србије, а посвећену историји тениса на простору Балкана, на преко 900. страна.

## Листа председника савеза
- Хинко Вирт (1922–1934)[4]
- Стефан Хаџи (1934–1937)
- Драго Чоп (1937–1941)
- Мишо Павићевић (1948–1953)
- Душан Кораћ (1954–1958)
- Мирко Мастиловић (1959–1963)
- Миладин Шакић (1964–1966)
- Душан Кораћ (1967–1977)
- Стјепан Тончић (1978–1982)
- Радмило Николић (1982)
- Ернест Нађ (1983)
- Благоје Андрејевски (1984)
- Томислав Пољак (1985)
- Антон Тонејц (1986)
- Божидар Мартиновић (1987)
- Фердинанд Трупеј (1988)
- Петар Маринковић (1989–1991)
- Радмило Николић (1992–1993)
- Родољуб Радуловић (1994–1996)
- Радоман Божовић (1996–2000)
- Предраг Митровић (2000–2004)
- Бошко Ивановић (2004–2006)
- Слободан Живојиновић (2006–2011)
- Вук Јеремић (2011–2015)
- Мирко Петровић (2015–2024)
- Горан Ђоковић (2024–данас)